# Maître de Segorbe
Le Maître de Segorbe (aussi connu sous l'appellation Maître de la Visitation) est le nom de convention d'un peintre anonyme, relatif au retable de La Visitation, conservé au musée de la cathédrale de Segorbe, en Espagne.
Il a été actif de 1450 à 1480.